# Kendalc'h
Kendalc'h (Mantenir) és una associació cultural bretona creada 1950 a Quimper. El seu fundador i primer president fins a la seva mort el 1961 fou el resistent Pierre Mocaër i el seu secretari Polig Monjarret. Pretén aplegar tots els interessats en la cultura bretona.
Va començar a tenir un cert ressò a partir de 1956 gràcies al suport de la Joventut d'Estudiants Bretons i de la Fundació Cultural Bretona, va reforçar els seus elements inicials amb gent procedent de Bleun Brug, Ar Falz, Bleimor i Bodadeg ar Sonerion. Yvonig Gicquel en fou president de 1973 a 1982.